# Norton Desktop
Norton Desktop ist eine Dateiverwaltungs- und Dienstprogrammlösung der Firma Symantec, die 1991 auf den Markt kam. Alle Teilprogramme sind hierbei in einer nahtlosen graphischen Oberfläche zusammengeführt. Unter den Dienstprogrammen waren das bekannte Norton Backup Programm und Norton Disk Doctor, eine Sammlung von Dienstprogrammen zur Systeminformation und für die Dateiwiederherstellung aus den Norton Utilities.  Norton Desktop wurde zunächst für Microsoft Windows publiziert, ein Jahr später erschien Norton Desktop für DOS, eine Bedienoberfläche für DOS, welche kein installiertes Windows voraussetzte.

## Bestandteile
- Dateibetrachter für verschiedene Formate
- verbessertes Drag'n'drop
- Norton Editor, ein Hexeditor
- Datensicherungsprogramm Norton Backup
- Datenrettung: SmartErase, Norton Disk Doctor, Notfalldiskette
- Suchprogramm SuperFind
- Icon Editor mit Symbolbibliothek, Texteditor, Systeminformation

## Versionen
- 1991: Norton Desktop für Windows 1.0[4]
- 1992: Norton Desktop für Windows 2.0
- 1992: Norton Desktop für Windows 2.2
- 1992: Norton Desktop für DOS 1.0
- 1993: Norton Desktop für Windows 3.0

## Easter Eggs
- Foto der Entwickler und Zitate. Über dem Hilfe-Menü klicken, drei Mal mit der Maustaste klicken und gleichzeitig die Tasten N, D, und W gedrückt halten.[5]